# Kuppam
Kuppam is een census town in het district Chittoor van de Indiase staat Andhra Pradesh. 

## Demografie
Volgens de Indiase volkstelling van 2001 wonen er 18803 mensen in Kuppam, waarvan 51% mannelijk en 49% vrouwelijk is. De plaats heeft een alfabetiseringsgraad van 69%. 